# Hovanella vestita
Hovanella vestita är en tvåhjärtbladig växtart som först beskrevs av John Gilbert Baker, och fick sitt nu gällande namn av A. Weber och Brian Laurence Burtt. Hovanella vestita ingår i släktet Hovanella och familjen Gesneriaceae. Inga underarter finns listade i Catalogue of Life.